# Hagetmau
Hagetmau (en gascon "Haget") là một xã, thuộc tỉnh Landes trong vùng Nouvelle-Aquitaine. Xã này có diện tích 28,37 kilômét vuông, dân số năm 2006 là 4583 người. Xã này nằm ở khu vực có độ cao trung bình 72 mét trên mực nước biển.

## Biến động dân số
| Năm | 1962  | 1968  | 1975  | 1982  | 1990  | 1999  | 2006  |
| --- | ----- | ----- | ----- | ----- | ----- | ----- | ----- |
| Dân số | 3 376 | 3 755 | 4 318 | 4 514 | 4 449 | 4 403 | 4 583 |
| From the year 1962 on: No double counting—residents of multiple communes (e.g. students and military personnel) are counted only once. |       |       |       |       |       |       |       |